# Gonzalo Gabriel Cabrera
Gonzalo Gabriel Cabrera (15 de enero de 1989) es un futbolista argentino volante extremo de grandes recursos técnicos, habilidoso con gol, que actualmente se desempeña profesionalmente en Johor Darul Takzim FC de Primera División en Malasia.

## Carrera
Paso de las inferiores de Boca Juniors a jugar a préstamo en el Doxa Katakopias de Chipre durante la temporada 2010, luego en el AEK Larnaca en la primera división de Chipre . En 2011 al regresar a Boca Juniors, firma por 2 temporadas con Godoy Cruz de Mendoza en la Primera División de Argentina . En 2012 pasa a préstamo al Once Caldas en la Primera División de Colombia. En 2013 retorna a Godoy Cruz de Mendoza para posteriormente en 2014 sumarse a Defensa y Justicia. Se desempeñó en el FC Botoșani, siendo el goleador de su equipo, y de los play out en la liga Rumana. En 2016 se convirtió enjugador de Al-Faisaly en la primera división de Arabia Saudita. En el 2017 y en el presente es jugador del Johor Darul Takzim FC de la máxima liga de Malasia.

## Clubes
| Club                  | País           | Año             |
| --------------------- | -------------- | --------------- |
| Boca Juniors          | Argentina      | 2008-2009       |
| Doxa Katakopias       | Chipre         | 2010            |
| AEK Larnaca           | Chipre         | 2011            |
| Godoy Cruz            | Argentina      | 2011-2012       |
| Once Caldas           | Colombia       | 2012-2013       |
| Godoy Cruz            | Argentina      | 2013 - 2015     |
| Defensa y Justicia    | Argentina      | 2015            |
| FC Botoșani           | Rumania        | 2015 - 2016     |
| Al-Faisaly (Harmah)   | Arabia Saudita | 2016            |
| Johor Darul Takzim FC | Malasia        | 2017 - Presente |

- Datos: Q5582177